# Шкаф для одежды

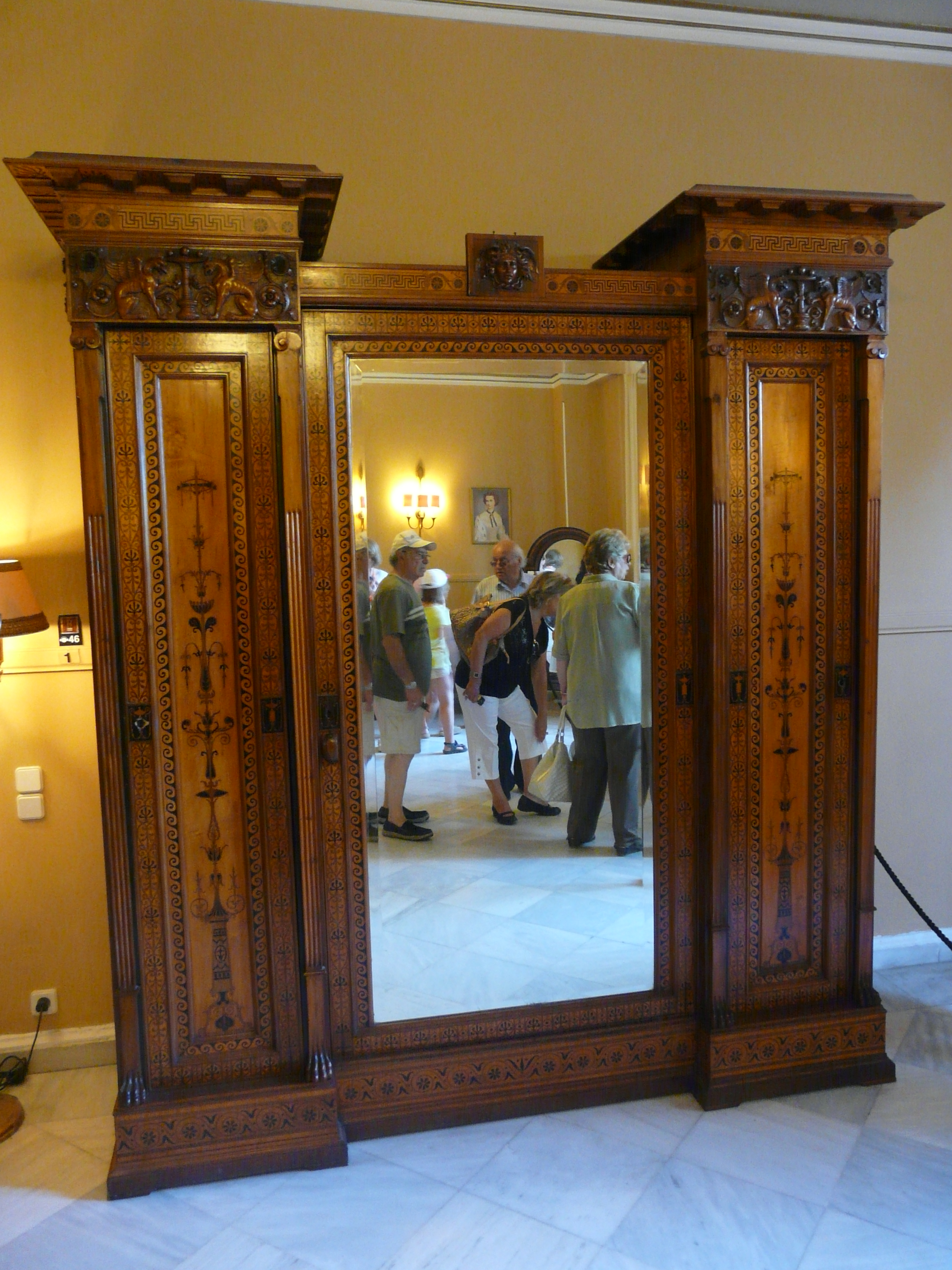
Старинный гардероб с зеркалом во дворце Ахиллион, Греция

Шкаф для одежды (платяной шкаф, гардеробный шкаф, шифоньер, гардероб) — шкаф для хранения одежды, навешанной на крючки или на плечики, а также в сложенном состоянии на его внутренних полках, в полуящиках, и в выдвижных ящиках, в том числе, для размещения внутри него головных уборов и обуви, с корпусом, внутренний объем которого полностью закрыт глухими дверями, с выдвижными ящиками, лицевые стенки которых могут выходить на передний фасад, или без них.

## Устройство
В основном отделении шкафа обычно располагается одна или несколько штанг, на которых размещается одежда на вешалках. Штанга может располагаться как параллельно дверям шкафа, так и перпендикулярно. В первом случае глубина шкафа должна быть не менее 600 мм, что определяется стандартной шириной вешалок, а во втором может быть уменьшена, но штанги в таком шкафу делают выдвижными.
Кроме основного отделения в платяных шкафах устраивают полки, ящики и антресоли. Над штангой может размещаться полка для головных уборов, на дверцах устанавливают зеркала, а также перекладины и полки для хранения галстуков, поясов и других мелких вещей.
Полки и ящики платяного шкафа обычно рассчитаны на небольшую нагрузку и не предназначены для хранения посуды, книг и т. д.

## Шкаф для одежды в России
Возникновение шкафа для хранения одежды в России относится к периоду реформ Петра I, но только к концу XIX века они стали широко востребованы за пределами дворянских и купеческих домов.